# Aloysia dodsoniorum
Aloysia dodsoniorum es una especie del género Aloysia, endémica de Ecuador. Su hábitat natural son los bosques secos tropicales y subtropicales.

## Descripción
Es un subarbusto endémico de los bosques costeros secos de Ecuador, donde se le conoce solo por el espécimen tipo recogido por C. Dodson en 1981, descubierto en el bosque Capeira, en el km 21 de la vía Guayaquil-Daule. Potencialmente se podría encontrar en los restos de vegetación similar y se espera en la Reserva Ecológica Manglares Churute. Aparte de la destrucción del hábitat, no se le conocen amenazas específicas.

## Taxonomía
Aloysia dodsoniorum fue descrita por Harold Norman Moldenke y publicado en Phytologia 50(5): 308. 1982.
Etimología
Aloysia: nombre genérico que fue otorgado en honor de María Luisa de Parma, 1751-1819,  esposa del rey Carlos IV de España.
dodsoniorum; epíteto otorgado en honor del botánico Calaway H. Dodson.